# Labeo percivali
Labeo percivali är en fiskart som beskrevs av George Albert Boulenger 1912. Labeo percivali ingår i släktet Labeo och familjen karpfiskar. IUCN kategoriserar arten globalt som sårbar. Inga underarter finns listade i Catalogue of Life.